# Emiliella
Emiliella là một chi thực vật có hoa trong họ Cúc (Asteraceae).

## Loài
Chi Emiliella gồm các loài: